# FAI Cup 2011
La FAI Cup 2011, denominata FAI Ford Cup 2011 per ragioni di sponsorizzazione, è stata l'88ª edizione dell'omonima manifestazione.
Il torneo è cominciato il 20 marzo ed è terminato il 6 novembre 2011. Le squadre iscritte erano 45; le 21 formazioni di Premier Division e First Division sono state ammesse direttamente al terzo turno.
Gli Sligo Rovers hanno vinto il trofeo per la quarta volta, la seconda consecutiva.

## Primo turno
Gli incontri si sono disputati il 20 marzo 2011; i replay il 26 e il 28 marzo.
| Squadra 1     | Risultato | Squadra 2    |
| ------------- | --------- | ------------ |
| Drumcondra    | 1–1 0–2   | Glebe North  |
| Bangor Celtic | 0–0 2–0   | Bluebell Utd |

## Secondo turno
Gli incontri si sono disputati tra il 16 e il 17 aprile 2011; i replay tra il 23 e il 1º maggio.
| Squadra 1           | Risultato | Squadra 2       |
| ------------------- | --------- | --------------- |
| St Michael's        | 0–2       | Crumlin United  |
| Greystones          | 1–1 2–0   | Bangor Celtic   |
| Everton AFC         | 2–0       | Fanad United    |
| College Corinthians | 0–1       | Sherrif YC      |
| Tralee Dynamos      | 0–0 1–2   | Youghal United  |
| Rockmount           | 1–4       | New Ross Celtic |
| Sacred Heart        | 2–1       | Carlow          |
| Avondale United     | 1–1 2–3   | Pike Rovers     |
| Belgrove            | 0–1       | Midleton        |
| Cobh Ramblers       | 1–2       | Cherry Orchard  |
| Glebe North         | 0–1       | Douglas Hall    |

## Terzo turno
Gli incontri si sono disputati tra il 3 e il 5 giugno 2011; il replay il 6 giugno.
| Squadra 1        | Risultato   | Squadra 2       |
| ---------------- | ----------- | --------------- |
| Salthill Devon   | 1 – 2       | Sherrif YC      |
| Drogheda Utd     | 4 – 0       | Mervue Utd      |
| Waterford United | 3 – 0       | New Ross Celtic |
| Cherry Orchard   | 1 – 2       | UCD             |
| Monaghan Utd     | 4 – 1       | Everton AFC     |
| Wexford Youths   | 4 – 1       | Derry City      |
| Crumlin United   | 0 – 3       | St Patrick's    |
| Greystones       | 1 – 3       | Shelbourne      |
| Sacred Heart     | 2 – 4       | Limerick        |
| Sligo Rovers     | 3 – 2       | Pike Rovers     |
| Bohemians        | 3 – 0       | Douglas Hall    |
| Dundalk          | 4 – 1       | Galway Utd      |
| Longford Town    | 0 – 0 1 – 0 | Finn Harps      |
| Midleton         | 0 – 2       | Cork City       |
| Shamrock Rovers  | 4 – 0       | Athlone Town    |
| Youghal United   | 1 – 3       | Bray Wanderers  |

## Quarto turno
Gli incontri si sono giocati tra il 26 e il 29 agosto 2011; i replay tra il 30 agosto e il 5 settembre.
| Squadra 1        | Risultato   | Squadra 2    |
| ---------------- | ----------- | ------------ |
| Waterford United | 0 – 3       | St Patrick's |
| Bray Wanderers   | 0 – 4       | Limerick     |
| Drogheda Utd     | 1 – 1 1 – 2 | Dundalk      |
| Wexford Youths   | 0 – 1       | Cork City    |
| Sherrif YC       | 0 – 31      | Shelbourne   |
| Longford Town    | 1 – 3       | Bohemians    |
| Sligo Rovers     | 0 – 0 4 – 0 | Monaghan Utd |
| Shamrock Rovers  | 2 – 2 6 – 0 | UCD          |

- Nota 1: Sul campo lo Sherrif YC aveva vinto l'incontro per 3-2, ma aveva schierato un giocatore ineleggibile. Per questo la vittoria è stata assegnata a tavolino allo Shelbourne[1].

## Quarti di finale
| Arbitro: | Tomney |

|  |           |           |
|  | Marcatori | 30’ North |

| Dundalk 16 settembre 2011, ore 19:45 UTC+1 | Dundalk  | 0 – 0 | Bohemians | Oriel Park (1.400 spett.)\| Arbitro: \| Buttimer \| |
| Arbitro:                                   | Buttimer |       |           |                                                     |

| Arbitro: | Kelly |

|           |           |  |
| Doyle 22’ | Marcatori |  |

| Dublino 3 ottobre 2011, ore 20:00 UTC+1                                                            | Shelbourne | 4 – 3                    | Limerick | Tolka Park |
| \| \| \| \| \| Hughes 19’ 46’ 76’ Bawdarkar 27’ (aut.) \| Marcatori \| 22’ Frost 79’ 89’ Sheedy \| |            |                          |          |            |
| |            |                          |          |            |
| Hughes 19’ 46’ 76’ Bawdarkar 27’ (aut.)                                                            | Marcatori  | 22’ Frost 79’ 89’ Sheedy |          |            |

### Replay
| Arbitro: | Connolly |

|            |           |  |
| Flood 108’ | Marcatori |  |

## Semifinali
| Arbitro: | Buttimer |

|            |           |           |
| Hughes 72’ | Marcatori | 40’ North |

| Arbitro: | Hancock |

|  |           |                |
|  | Marcatori | 73’ McGuinness |

### Replay
| Arbitro: | McKeon |

|              |           |                                          |
| McMillan 14’ | Marcatori | 31’ (rig.) Dawson 48’ McGill 86’ Cassidy |

## Finale
| Arbitro: | Richie Winter |

|             |                      |            |
| Davoren 48’ | Marcatori            | 30’ Hughes |
|             | Tiri di rigore 4 – 1 |            |